# Maîtresse (film)
Maîtresse è un film del 1975 diretto da Barbet Schroeder.

## Trama
Appena arrivato a Parigi, Olivier viene convinto dall'amico Mario a vendere libri porta a porta. Recandosi in un vecchio edificio conoscono Ariane che dice loro di avere dei problemi all'impianto idraulico. Mentre sono intenti a fissare i tubi scoprono che al piano inferiore non c'è nessuno e decidono di svaligiare la casa, ma, quando vi si recano, restano imprigionati in quella che sembra essere una stanza di tortura. Una volta raggiunti i due uomini intrufolatisi, Ariane decide di lasciarli andare a patto che Olivier l'assista durante la sua attività di dominatrice sadomaso.
Olivier finisce per innamorarsi di Ariane e cerca di convincerla ad abbandonare questo genere di lavoro, ma la donna non è affatto convinta di volere abbandonare questo stile di vita.

## Produzione
Le scene sadomaso sono state girate usando una vera dominatrice professionista come controfigura dell'attrice principale e come attori dei reali appassionati del BDSM.
L'artista Allen Jones ha curato il poster del film.

## Distribuzione
A causa di alcune scene realistiche ed esplicite, come quelle riguardanti le frustate e l'inchiodamento del pene di un cliente su un tavolo, alla sua uscita in Gran Bretagna il film venne inizialmente proibito.
Distribuito in Italia nel 1977 con il divieto per i minori di anni 18.